# الكسندرا أودينيجا
الكسندرا أودينيجا (من مواليد 8 نوفمبر 1975) سياسية تشيكية من أصل صربي.

## سيرة شخصية
درست الاقتصاد في جامعة الاقتصاد في براغ ومدارس أخرى. في عام 2003 انضمت إلى الحزب الديمقراطي المدني ومثلت الحزب في السياسة البلدية في براغ. في عام 2014 أصبحت نائبة زعيم الحزب الديمقراطي الوطني. ظلت في المنصب حتى 18 يناير 2020 عندما تم استبدالها بزبينيك ستانجورا.